# Vikern–Möckelns Järnväg
Vikern-Möckelns Järnväg (WMJ) var en smalspårig järnvägslinje som sträckte sig mellan Striberg och Degerfors, byggd 1871-1873 Banan var 54,5 km lång och hade den ovanliga spårvidden 802 mm. Banan ägdes och drevs av Dalkarlsbergs AB tillsammans med ett antal andra bruk. Sträckningen var i stort sett densamma som Nora-Karlskoga Järnväg. Den senare var en normalspårig järnväg. Huvudavsikten med järnvägen var malmtransport. Persontransport förekom i liten utsträckning.
I januari 1885 inköpte Nora-Karlskoga Järnvägsaktiebolag aktierna i bolaget och övertog driften. Den blev en del av Bredsjö-Degerfors Järnväg. Driften av WMJ, förutom bandelen mellan Vikersvik och Dalkarlsberg, lades i princip ner år 1907.

## Dalkarlsbergs järnväg
När Nora-Karlskoga Järnvägsaktiebolag övertog driften av WMJ blev det snart uppenbart att man måste samordna driften på de båda linjerna, som låg så nära varandra. Det blev då WMJ som lades ner, inte minst beroende på den udda spårvidden. Det fanns dock ett behov att upprätthålla malmtransporter från Dalkarlsbergs gruvor, som fortfarande var i full aktivitet. Spåret mellan Dalkarlsberg och Vikersvik, en sträcka på 3,9 km, bibehölls därför även efter 1907. Även sträckan Vikersvik - Lerdalen låg länge kvar, och utnyttjades för enstaka malmtransporter.
Eftersom Nora-Karlskoga Järnväg hade normalspårvidd, måste omlastning av malmen ske i Vikersvik. För att minska omlastningskostnaden byggdes därför en lång viadukt med kaj och malmfickor i Vikersvik. Förhandlingar skedde mellan gruvbolaget och järnvägsbolaget om att ändra spårvidden till normalspår, men detta kom aldrig till stånd.
År 1940 upphörde persontrafiken helt mellan Dalkarlsberg och Vikersvik, 1953 upphörde godstrafiken, och året därpå revs banan upp.

## Galleri

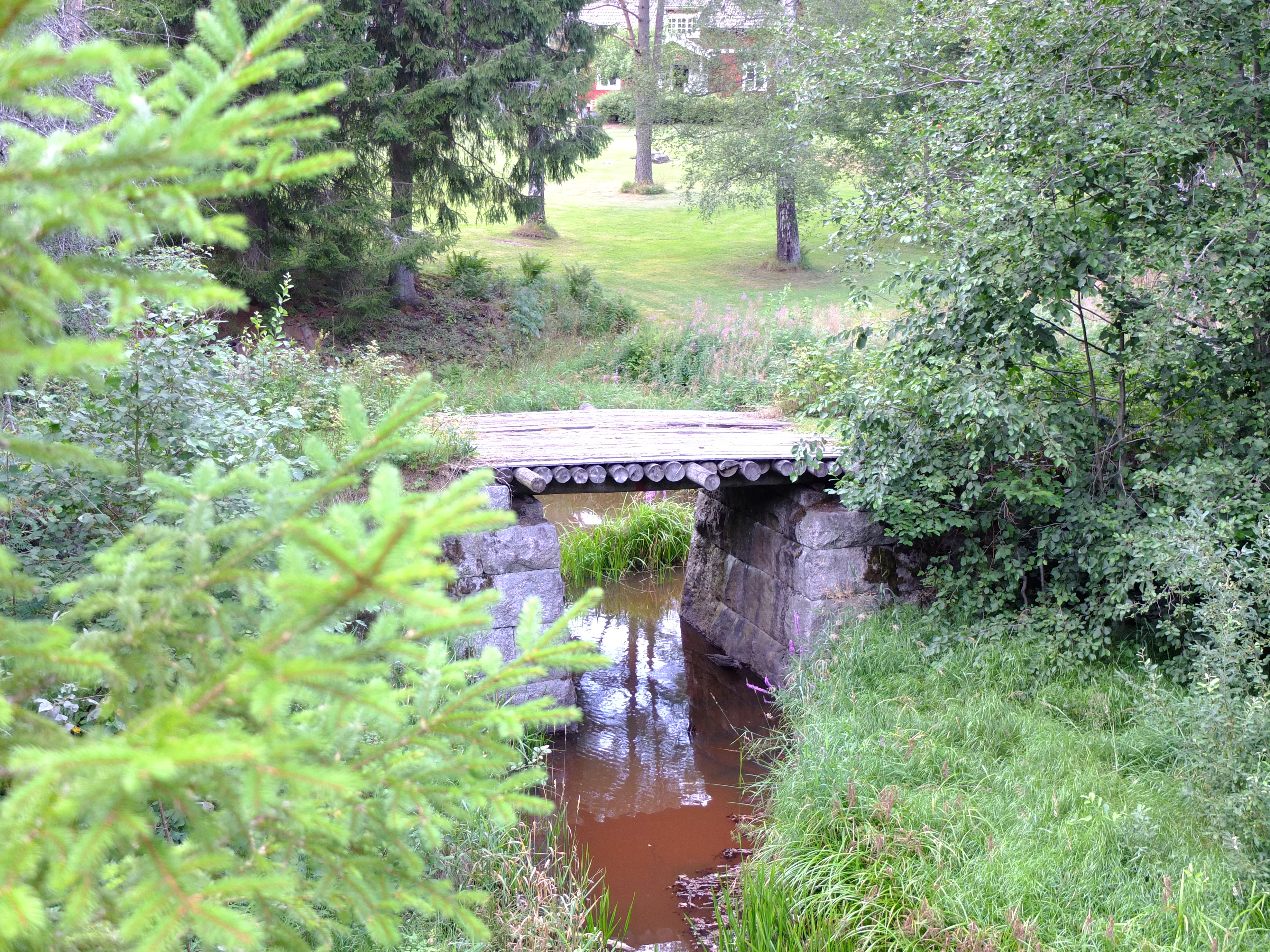
Gammal järnvägsbro vid infarten till Dalkarlsberg från Vikersvik.
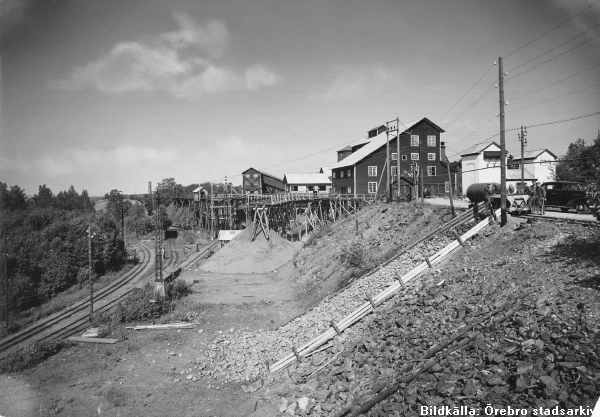
Anrikningsverket i Dalkarlsberg 1939. Dalkarlsbergs järnväg till vänster. Infarten till sligtunneln ses nedanför anrikningsverket.
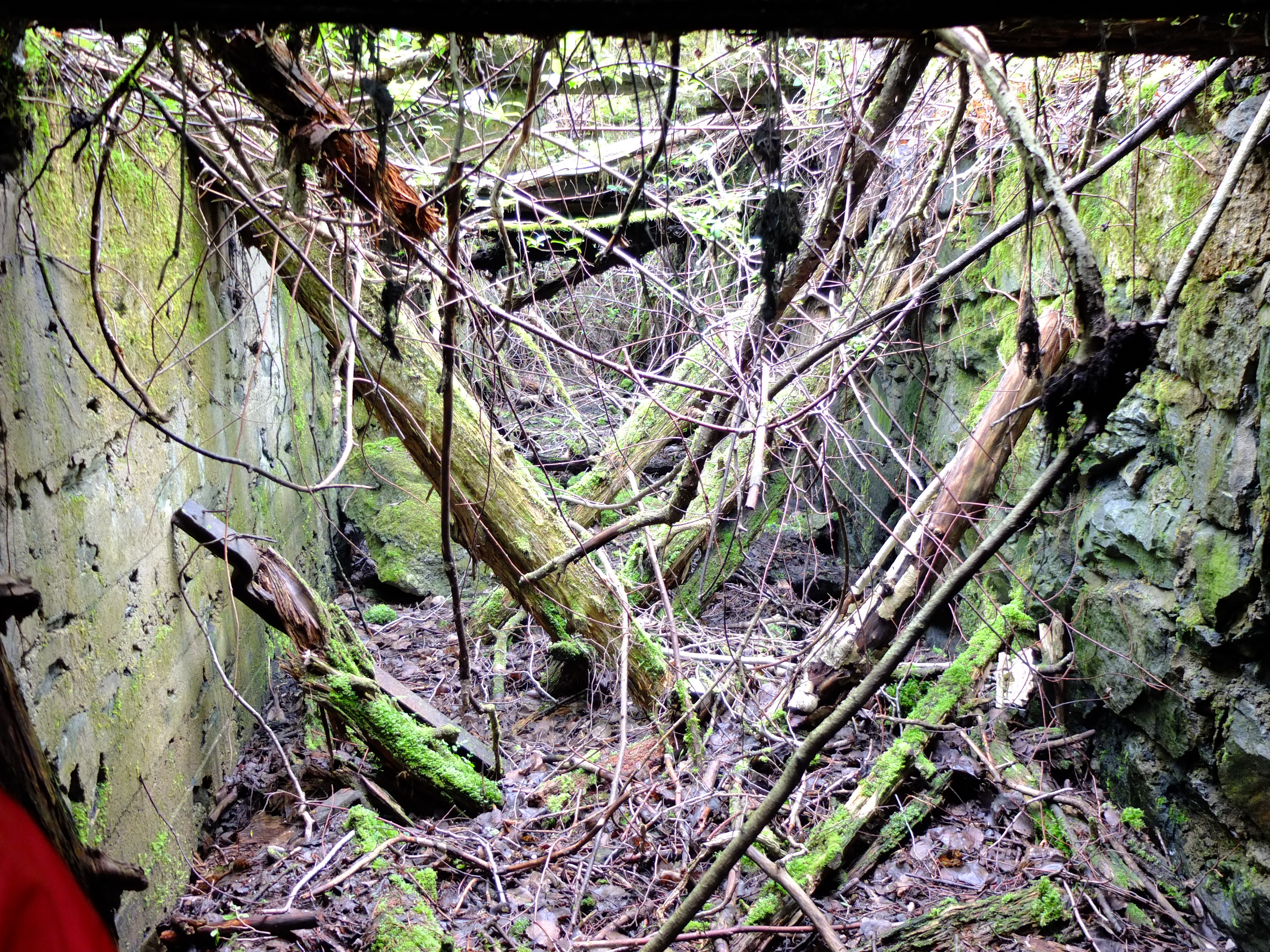
Ruin av sligtunneln vid anrikningsverket i Dalkarlsberg. Här fylldes slig i järnvägsvagnar genom tapphål i tunnelns tak.
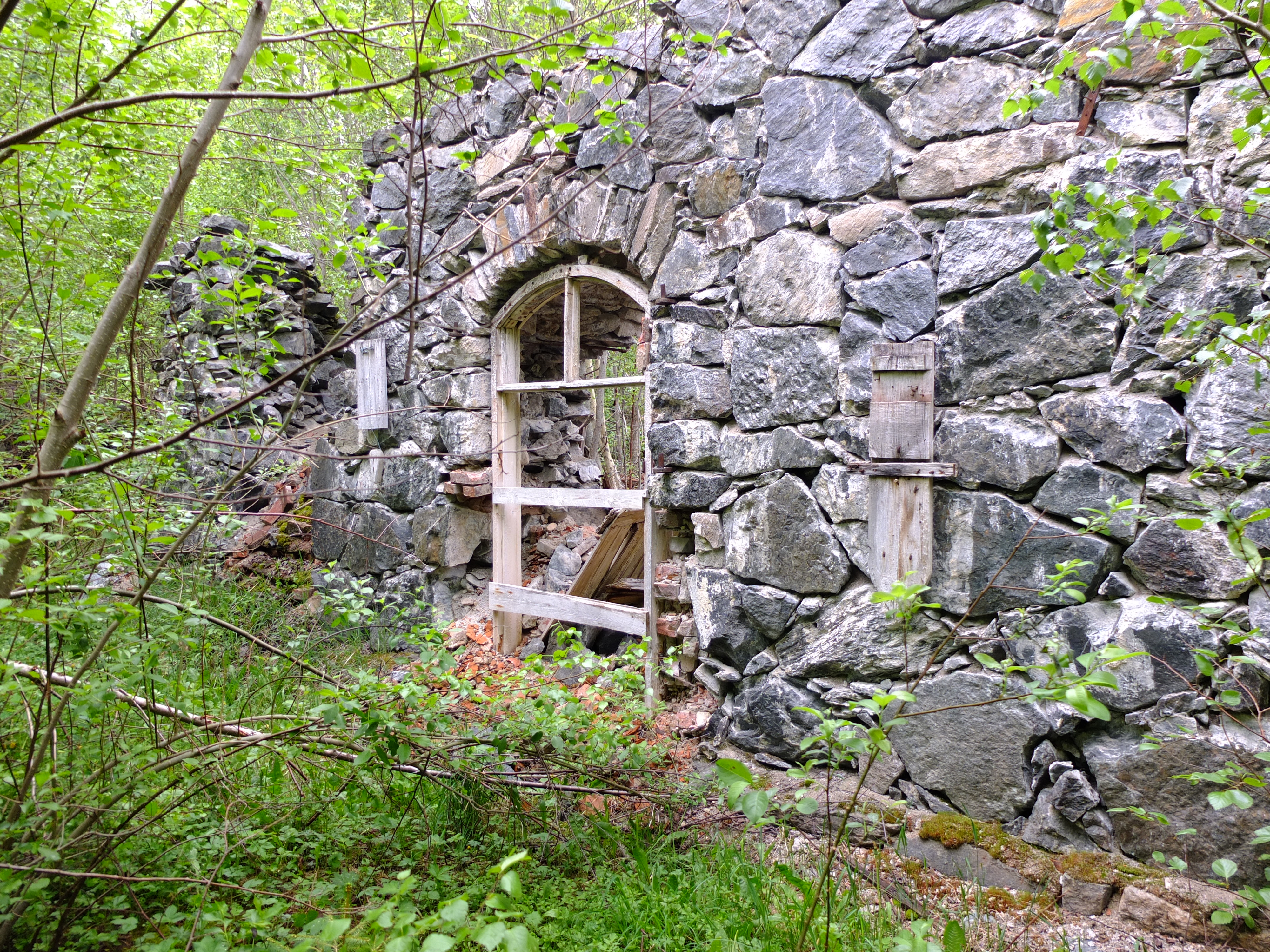
Ruin av järnvägsstationen i Dalkarlsberg.

### Webbkällor
- Historiskt.nu